# 칸더그룬트
칸더그룬트(독일어: Kandergrund)는 스위스 베른주의 프루티겐-니더지멘탈구에 있는 자치체이다.

## 역사
이 지역은 청동기 시대에 약간 사람이 거주했을 수 있지만, 가장 초기에 문서화된 정착지는 성(지금은 폐허)인 펠젠부르크 주변이었다. 칸더그룬트는 칸더슈테크와 함께 1352년에 der 칸더그룬트로 처음 언급되었다.
중세 시대에 칸더그룬트는 정치적으로나 종교적으로 프루티겐의 일부였다. 1850년에 분리되어 아우서뤼테니, 이너뤼테니, 칸더그룬트, 미트홀츠, 칸더슈테크 및 가스테른으로 구성된 독립 자치체가 되었다. 1850년에 분더바흐에 교회가 세워졌고 10년 후에 그 교회는 칸더그룬트 교구의 교구 교회가 되었다. 1909년 칸더슈테크는 칸더그룬트에서 분리되었다. 1906년에서 1913년 사이에 뢰치베르크 터널과 뢰치베르크 철도가 건설되는 동안 인구가 급격히 증가했다.

## 지리
칸더그룬트의 면적은 32.09k㎡이다. 이 면적 중 10.5k㎡ (32.8%)가 농업 목적으로 사용되는 반면 11.83k㎡ (36.9%)는 삼림으로 사용된다. 나머지 토지 중 1.37k㎡ (4.3%)가 정착(건물 또는 도로), 0.25k㎡ (0.8%)가 강이나 호수이고, 8.07k㎡ (25.2%)는 비생산적인 토지이다.
건축면적 중 주택과 건물이 1.0%, 교통기반시설이 1.8%를 차지했다. 전력 및 수자원 기반 시설 및 기타 특별 개발 지역은 면적의 1.2%를 구성한다. 산림 토지 중 전체 토지 면적의 32.4%는 삼림이 무성하고 3.3%는 과수원 또는 작은 나무 군락으로 덮여 있다. 농경지 중 10.9%는 목초지이고, 21.9%는 고산 목초지로 사용된다. 시정촌의 모든 물은 흐르는 물이다. 비생산적인 지역 중 11.1%는 비생산적인 초목이고, 14.1%는 초목이 자라기에는 너무 암석이 많은 지역이다.
시정촌은 상류 칸더 강 계곡에 위치하고 있다. 아우서 칸더그룬트 , 이너-칸더그룬트, 분더바흐, 미트홀츠, 레켄탈 및 뤼티의 보이어텐으로 구성 된다.
2009년 12월 31일에 시정촌의 이전 구역인 프루티겐군이 해산되었다. 다음 날 2010년 1월 1일에 새로 생성된 프루티겐-니더지멘탈에 합류했다.

## 인구통계
2020년 12월 기준, 칸데르그룬트의 인구는 807명이다. 2010년 기준으로 인구의 5.7%가 거주하는 외국인이다. 지난 10년(2000-2010년) 동안 인구는 -14.1%의 비율로 변화했다. 이민은 -16.7%, 출생과 사망은 1.1%를 차지했다.
2000년 기준, 인구 대부분인 868명(91.9%)이 독일어를 모국어로 사용하고, 스웨덴어가 31명(3.3%)으로 두 번째로 많이 사용하고, 이탈리아어가 14명(1.5%)으로 세 번째로 사용된다. 프랑스어를 할 줄 아는 사람이 4명 있다.
2008년 기준으로 인구는 남성 51.9%, 여성 48.1%이다. 인구는 390명의 스위스 남성(인구의 48.2%)과 30명(3.7%)의 비스위스계 남성으로 구성되었다. 스위스 여성은 373명(46.1%), 비스위스계 여성은 16명(2.0%)이었다. 지자체의 인구 중 약 37.2%인 352명이 칸데르그룬트에서 태어나 2000년에 그곳에 살았다. 같은 주에서 태어난 291명 또는 30.8%가 있었고, 스위스 다른 곳에서 태어난 54명 또는 5.7%가 있었다. , 229(24.2%)가 스위스 이외의 지역에서 태어났다.
2010년 기준으로 아동·청소년(0~19세)이 19.7%, 성인(20~64세)이 63%, 노인(64세 이상)이 17.3%를 차지한다.
2000년 기준으로 시정촌에는 미혼이거나 독신인 사람이 364명 있다. 기혼자는 505명, 미망인은 46명, 이혼한 사람은 30명이었다.
2000년 현재 1인 가구는 85가구, 5인 이상 가구는 26가구이다. 2000 년에는 총 285채(전체의 79.6%)가 영구적으로 사용되었으며, 45개 아파트(12.6%)는 계절적으로, 28개(7.8%)는 비어 있었다. 2011년 시정촌 공실률은 1.54%였다.
역사적 인구는 다음 차트에 나와 있다.

## 국가중요문화재
펠젠부르크 성의 유적은 국가적으로 중요한 스위스 문화 유산으로 등록되어 있다.
펠젠부르크의 성터는 12세기에 지어졌으나 1400년에 버려져 폐허가 되었다. 현재 타워와 벽의 섹션만 볼 수 있다.

## 정치
2011 년 연방 선거에서 가장 인기 있는 정당은 65.9%의 득표율을 기록한 스위스인민당(SVP) 이었다. 그 다음으로 인기 있는 3개 정당은 보수민주당(BDP) (12.7%), 사회민주당(SP) (4.8%), 녹색자유당(GLP) (4.6%)이었다. 이번 연방선거에서는 총 360표를 득표했고, 투표율은 54.6%였다.

## 경제
2011년 현재 칸더그룬트의 실업률은 0.65%이다. 2008년 기준으로 시정촌에 고용된 사람은 총 284명이다. 이 중 1차 경제 부문에 130명이 고용되었고, 이 부문에 약 42개 기업이 참여했다. 59명이 2차 부문에 고용되었고, 이 부문에 15개의 기업이 있었다. 95명이 3차 부문에 고용되었으며, 이 부문에는 21개의 기업이 있다. 시정촌 주민은 577명으로 일정 정도 고용되었으며, 그중 여성이 전체 노동력의 27.7%를 차지했다.
2008년에는 총 204개의 정규직에 상응하는 일자리가 있었다. 1차 부문의 일자리 수는 76개였으며, 그중 64개는 농업, 1개는 임업 또는 목재 생산, 11개는 어업 또는 어업이었다. 2차 부문의 일자리 수는 55개였으며, 그중 25개(45.5%)는 제조업에, 30개(54.5%)는 건설에 종사했다. 3차 부문의 일자리 수는 73개였다. 3차 부문에서 12개(16.4%)는 도소매 또는 자동차 수리, 5개(6.8%)는 상품의 이동 및 보관, 41개(56.2%)는 호텔 또는 레스토랑, 2개(2.7%)는 기술 전문가 또는 과학자였다.  4개(5.5%)가 교육에 있었다.
2000년에는 자치단체로 통근하는 근로자가 100명, 출퇴근한 근로자가 219명이었다. 지자체는 근로자의 순수출 지자체로, 들어오는 1명당 약 2.2명의 근로자가 지자체를 떠나고 있다. 근로 인구의 39.7%가 출퇴근을 위해 대중교통을 이용하고, 37.8%가 자가용을 이용하였다.

## 교통
지자체는 뢰치베르크 철도로 환승 되지만, 기차역은 포함되어 있지 않다. 대신 가장 가까운 철도 접근 지점은 남쪽의 칸더슈테크역과 북쪽의 프루티겐역이다. 지자체는 두 역으로 연결되는 포스트아우토 버스 서비스를 제공한다.

## 종교
2000년 인구 조사에서 80명(8.5%)가 로마 가톨릭 신자 였으며, 613명(64.9%)이 스위스 개혁 교회에 속했다. 나머지 인구 중 정교회 교인이 3명(0.32%)이었고, 다른 기독교 교인이 44명(4.66%)이었다. 이슬람교는 21명(2.22%)이었다. 불교가 1명 있었다. 171명(18.10%)은 교회에 속하지 않았고, 불가지론자 또는 무신론자였으며, 34명(3.60%)은 질문에 대답하지 않았다.

## 교육
칸데르그룬트에서는 인구의 약 382명(40.4%)이 비필수 고등교육을 이수했으며, 37명(3.9%)이 추가 고등교육(대학 또는 응용학문대학 )을 마쳤다. 고등 교육을 마친 37명 중 48.6%가 스위스 남성, 13.5%가 스위스 여성, 35.1%가 비스위스계 남성이었다.
베른주 학교 시스템은 1년의 의무 없는 유치원 , 6년의 초등학교를 제공한다. 이후 3년 동안의 의무적 중학교 과정을 거쳐 학생들을 능력과 적성에 따라 구분한다. 중학교 이하 학생들은 추가 학교에 다니거나 견습생으로 들어갈 수 있다.
2010-11 학년도 동안 칸더그룬트의 수업에 총 79명의 학생이 참석했다. 시정촌에 14명의 학생이 있는 유치원이 하나 있었다. 지자체에는 2개의 초등 학급과 46명의 학생이 있었다. 같은 해에 총 19명의 학생이 있는 하나의 중학교가 있었다. 10.5%는 교실 언어와 다른 모국어를 사용한다.
2000년 현재 , 칸더그룬트 출신의 31명의 학생이 시외 학교에 다녔다.